# 冯淬
冯淬（1940年—），女，汉族，北京人，中华人民共和国政治人物，曾任中华全国妇女联合会书记处书记，第九、十届全国政协委员。